# Vitstrupig törnskrika
Vitstrupig törnskrika (Pseudoseisura gutturalis) är en fågel i familjen ugnfåglar inom ordningen tättingar.

## Utseende och läte
Vitstrupig törnskrika är en knubbig brun fågel. Den skiljer sig från andra törnskrikor genom begränsad huvudtofs, vitaktig strupe och mer gråaktig fjäderdräkt. Den grova sången består av långa serier med gnissliga men torra toner, ofta avgiven i duett. Även lätena är mycket torra, nästan påminnande om en hackande hackspett.

## Utbredning och systematik
Fågeln är endemisk i Argentina. Den delas in i två underarter med följande utbredning:
- Pseudoseisura gutturalis ochroleuca – förekommer i nordvästra Argentina
- Pseudoseisura gutturalis gutturalis – förekommer i centrala Argentina

## Levnadssätt
Vitstrupig törnskrika hittas i ökenartade områden. Den födosöker på eller nära marken, men kan ses vila på eller sjunga från höga exponerade sittplatser, framför allt telefonstolpar eller bara träd.

## Status
Arten har ett stort utbredningsområde och beståndet anses vara stabilt. Internationella naturvårdsunionen IUCN listar den därför som livskraftig (LC).